# Suore francescane missionarie della Natività di Nostra Signora
Le Suore Francescane Missionarie della Natività di Nostra Signora (in spagnolo Hermanas Franciscanas Misioneras Natividad Nuestra Señora, o semplicemente Darderas) sono un istituto religioso femminile di diritto pontificio: le suore di questa congregazione pospongono al loro nome la sigla F.M.N.

## Storia
Le origini della congregazione risalgono alla comunità di pie dame fondata il 7 settembre 1731 da Francisco Darder y Darder per la cura dei malati nell'ospedale della santa Croce di Barcellona: dal nome del fondatore, le donne della comunità erano conosciute con il nome di Darderas.
Nel 1882 le dame della comunità vestirono l'abito religioso e iniziarono a condurre vita comune; nel 1883 emisero anche i voti di religione.
L'istituto, aggregato all'ordine dei frati minori dal 23 luglio 1907, ricevette il pontificio decreto di lode il 26 aprile 1909 e l'approvazione definitiva il 18 febbraio 1914; le sue costituzioni furono approvate definitivamente il 18 giugno 1924.

## Attività e diffusione
Le suore si dedicano principalmente all'assistenza ad ammalati e anziani in ospedali, cliniche e case di riposo, ma anche all'educazione della gioventù, al lavoro nelle missioni, alle opere parrocchiali.
Sono presenti in Angola, Argentina, Italia, Perù, Spagna, Uruguay; la sede generalizia è a Barcellona.
Alla fine del 2008 la congregazione contava 159 religiose in 20 case.